# Leonard Susskind
Leonard Susskind (Nova Iorque, 20 de maio de 1940) é um professor universitário estadunidense, titular da Cadeira Felix Bloch de física teórica da Stanford University nos campos de teoria das cordas e teoria quântica de campos. Susskind é reputado como um dos pais da teoria das cordas por suas contribuições iniciais para o modelo de física de partículas daquela teoria.